# Cerodontha burmensis
Cerodontha burmensis este o specie de muște din genul Cerodontha, familia Agromyzidae, descrisă de Zlobin în anul 2001.
Este endemică în Myanmar. Conform Catalogue of Life specia Cerodontha burmensis nu are subspecii cunoscute.